# Нагаока Хантаро
Хантаро Нагаока (яп. 長岡 半太郎 Nagaoka Hantarō) (15 августа 1865, Омура — 11 декабря 1950) — японский физик, один из основоположников японской физики начала Периода Мэйдзи, основатель научной школы. Автор ряда трудов по электричеству и магнетизму, атомной физике и спектроскопии.

## Биография
Нагаока родился 15 августа 1865 года в городе Омура (префектура Нагасаки). Окончил Токийский университет в 1887 году, после чего продолжил в нём работать. Занялся изучением эффекта магнитострикции, посещал британского физика К. Нотта, получил приглашение на Первый Международный Конгресс физиков, состоявшийся в Париже в 1900 году по инициативе семьи Кюри.
В период с 1892 по 1896 годы Нагаока изучал науки в Вене, Берлине, Мюнхене, где на него произвело большое впечатление знакомство с молекулярно-кинетической теорией Больцмана и работами Максвелла, посвящёнными устойчивости колец Сатурна: две составляющие, ставшие затем основой его собственной атомной модели.
В 1901—1925 годах Нагаока — профессор физики Токийского университета, среди его учеников Котаро Хонда и будущий нобелевский лауреат Хидэки Юкава.
К 1904 году Нагаока разработал раннюю, ошибочную «планетарную модель» атома («атом типа Сатурна»). Модель была построена на аналогии с расчётами устойчивости колец Сатурна (кольца уравновешены из-за очень большой массы планеты). Модель Нагаоки была неверна, но два следствия из неё оказались пророческими:
- ядро атома действительно очень массивно;
- электроны удерживаются на орбите благодаря электростатическим силам (подобно тому, как кольца Сатурна удерживаются гравитационными силами).

Новаторская статья Резерфорда с описанием структуры атома была опубликована в 1911 г. — через несколько лет после того, как Нагаока написал серию статей по той же теме. Более того, сам Резерфорд был прекрасно осведомлен о его исследованиях и не делал из этого секрета. Больше того, он даже встречался с японским коллегой, чтобы обсудить идеи. В сентябре 1910 г. Резерфорд пригласил его в свою лабораторию в Манчестерском университете и рассказал об экспериментальной работе по подтверждению структуры атома. А в феврале 1911 г. Нагаока получил от него письмо, где Резерфорд сообщил о предстоящей публикации своей статьи. «Вы обнаружите, что предполагаемое мною строение атома в чем-то похоже на то, что было предложено вами в вашей статье несколько лет назад», — написал Резерфорд и, как само собой разумеющееся, включил в свою работу ссылку на оригинальную статью от 1904 г., которую написал и опубликовал Нагаока. Тем не менее, в остальном модель была неудовлетворительной, и Нагаока отказался от неё в 1908 году.
Затем в сфере его научных интересов оказалась спектроскопия и другие области физики. В марте 1924 года он описал способ, который позволял, по его мнению, получить миллиграмм золота и некоторое количество платины из ртути. С 1930 года Хантаро Нагаока — иностранный почётный член Академии наук СССР.
С мая 1931 по июнь 1934 года он возглавлял Осакский университет. За свои научные заслуги в 1937 году Нагаока был награждён японским правительством Орденом Культуры. С 1939 по 1948 год возглавлял Императорскую академию наук (ныне Японская академия наук).
В честь Хантаро Нагаоки назван кратер на Луне.